# Zagreu

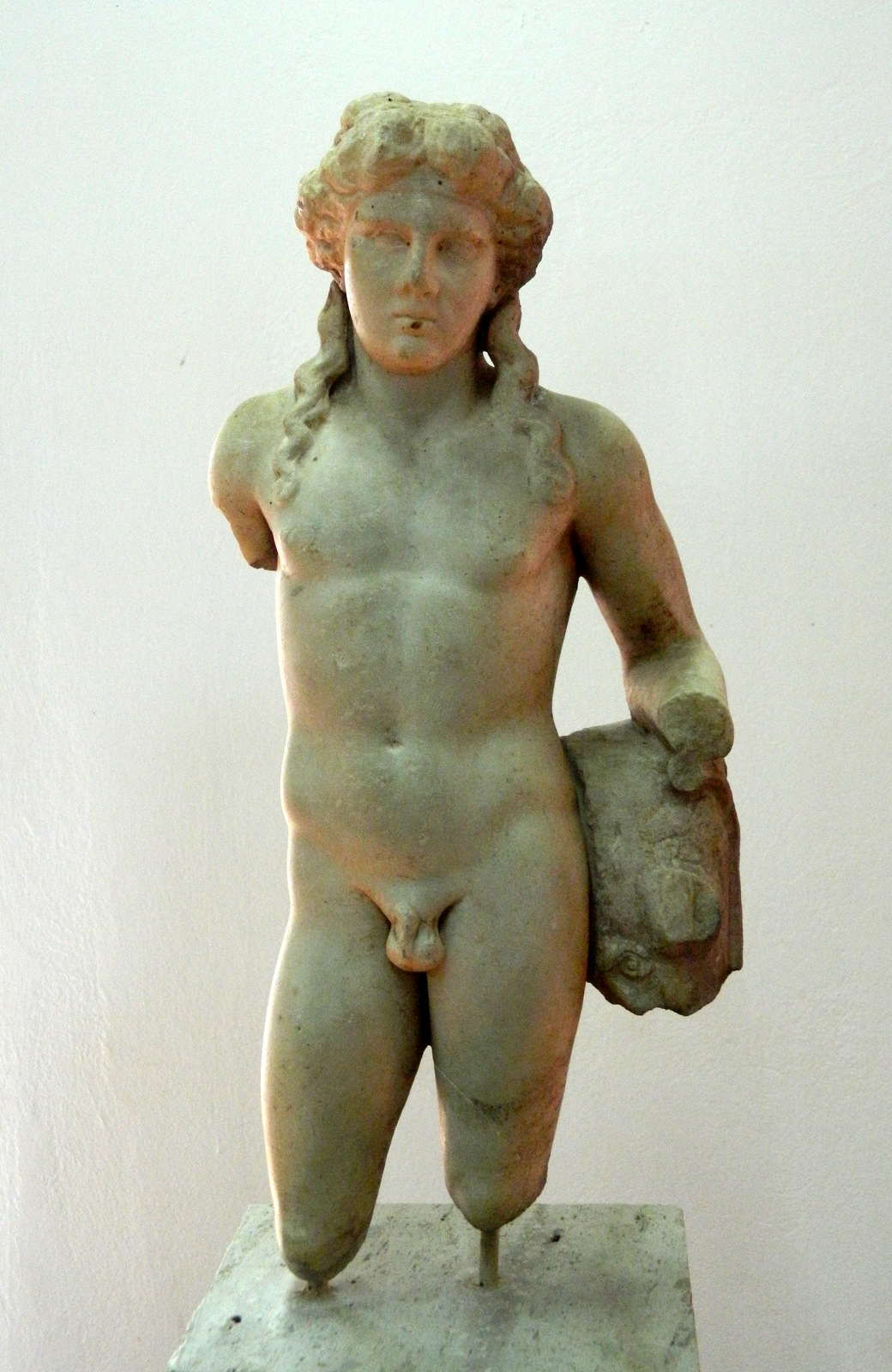
El mite de Zagreu està relacionat amb el de Dionís, l'infant nascut dues vegades. Imatge: Estàtua de Dionís nen, s.IV aC, trobada a Lamis.

Zagreu (en grec antic, Ζαγρεύς Zagreús) era un déu de la religió de l'antiga Grècia generalment, però no sempre, considerat una manifestació del Dionís místic i déu del vi, en el qual aquest es va reencarnar. Aquest mite de l'orfisme sembla inspirat en la llegenda egípcia d'Osiris, encara que també podria ser d'origen cretenc o egeu.

## Etimologia i orígens
En idioma grec un caçador que captura animals vius es diu zagreus, i en dialecte jònic la paraula zagre és un clot que es fa servir de parany per capturar animals. Károly Kerényi creu que hi ha raons justificades per plantejar-se per què aquest personatge mític que, en Grècia va esdevenir un déu misteriós de l'inframón, era un caçador que capturava animals vius en lloc de matar-los. Aquest autor relaciona la figura de Zagreu amb els ritus més antics del déu Dionís, en els quals s'esquarteraven animals de mida mitjana estirant i retorçant els seus membres fins a separar-los del cos, i després la seva carn es menjava crua, "no com una emanació del déu grec Dionís, sinó més aviat com una migració o la supervivència d'un ritus prehistòric".

## En la literatura
La primera vegada que en un text surt Zagreu és en una referència a un antic poema èpic, actualment perdut, que formava part del cicle tebà, titulat Ἀλκμαιωνίς (Alkmaiōnis), el qual narrava la història d'Alcmeó. Aquest poema es va escriure al segle vi aC o potser abans i el fragment diu: «La Senyora Terra i Zagreu, els quals estan per damunt de totes les coses».
Dues referències fetes per Èsquil, relacionen Zagreu amb l'Hades (l'inframón) i l'identifiquen com un fill d'Hades (el déu que governava l'inframón). En la seva obra Homes de Creta, de la qual només es coneixen fragments citats per altres autors, Èsquil esmenta els «trons del nocturn Zagreu».
Segons una llegenda de Creta, que va anotar Diodor de Sicília, Zagreu era fill de Zeus i de Persèfone.

## En l'orfisme
Segons la religió òrfica, Zeus va unir-se a Persèfone, deessa que segons la tradició estava relacionada amb Orfeu, i era filla de Zeus i Demèter,per a la qual cosa el pare Zeus va adoptar la forma d'una serp. El resultat d'aquesta unió va ser Zagreu.
Zeus tenia intenció de fer de Zagreu el seu hereu, però la gelosa Hera va persuadir els Titans perquè matessin el nounat. Com en el mite del Zeus infant, en la mitologia de Creta, l'infant Zagreu fou confiat als titans, els quals l'entretenien amb joguines, però en un moment que Persèfone es va distreure mirant-se en un espill els titans van segrestar el nadó el qual anava prenent diverses formes d'animals per provar d'escapar dels seus captors. Finalment va prendre la forma d'un bou, però els titans el van agafar tan fort que el van trencar a trossos i llavors se'l van menjar.
Zeus, en assabentar-se del crim, va enviar un llamp als titans que els va fulminar i els va convertir en cendres. Persèfone (o en algunes versions Atena, Rea, o Hermes) va recuperar el cor de Zagreu d'entre les cendres dels titans. Aquest cor el va barrejar amb carn divina i en va sortir la humanitat; això explica la barreja del bé (procedent dels déus) i el mal (procedent de la maldat dels titans) que hi ha en els éssers humans.
En una llegenda, narrada per Cal·límac de Cirene i per Nonnos, Zeus va implantar el cor bategant en una dona mortal anomenada Sèmele, de la qual va tornar a néixer Zagreu, sense que Hera pogués impedir-ho. Alguns relats diuen que Demèter va ajuntar els trossos de Zagreu i així el va fer ressuscitar; altres versions diuen que Zeus va introduir el cor en Sèmele a través d'una beguda, que en va quedar embarassada després d'empassar-se-la i que el seu fill va ser Dionís.
El nom de Zagreu es fa servir també com un epítet d'Hades.
Segons Salomon Reinach, estava prohibit parlar de la llegenda de Zagreu, ja que formava part dels misteris d'Eleusis. El suc de la magrana estava tradicionalment associat a la sang de Zagreu i era una fruita prohibida a Eleusis durant aquesta celebració religiosa. Reinach insisteix en el fet que, segons diu Nonnos, Zagreu va néixer sota la forma d'una serp amb banyes (l'anomena κερόεν βρέφοϛ,keróen bréphos «petit banyut») i quan prova d'escapar de la mort pren la forma de diversos animals, un d'ells el brau, que també és un animal banyut. Aquest autor suggereix que dins del mite de Zagreu es barregen tres històries separades. Per altra banda, creu que hi ha alguna relació en el fet que els gals de l'est de la Gàl·lia, en època romana, adoressin un déu en forma de serp amb banyes.
Segons Pausànias el mite de Zagreu és incompatible amb els narrats a la "Teogonia" d'Hesíode, probablement perquè es tracti d'un mite més antic i suggereix que el seu creador podria ser Onomàcrit. Des del punt de vista de  Wilamowitz és discutible, en canvi per Eric Robertson Dodds, porta totes les marques de l'arcaisme: fa referència a l'antic ritual del sparagmos (desmembrament) i el de l'homofàgia (consumir carn crua obtinguda d'un sparagmos), a més, té a veure amb el concepte arcaic de culpabilitat heretada.

## Continuacions del mite
Hi ha diverses continuacions de la llegenda de Zagreu que van més enllà del seu naixement:
Una versió diu que Zeus va recollir les extremitats de Zagreu i les va donar a Apol·lo, qui les va enterrar a Delfos. Després d'un any d'absència d'hivern es va celebrar la resurrecció de Zagreu. Alguns autors han vist aquí similituds entre Zagreu i el mite d'Osiris, i tots dos poden ser interpretats com la mort de la vegetació a l'hivern i del renaixement de la vida vegetal a la primavera.
Una altra tradició diu que la primera vinya es va originar a partir de les cendres de les extremitats cremades de Zagreu. Rea va anar a extreure'n el primer vi i, en fer-ho, el va tornar a la vida però li va posar de nom Dionís. En una versió similar Zagreu va renàixer d'aquella vinya pels seus propis mitjans i va viure a l'Hades amb la seva mare Persèfone.